# Horst Langes

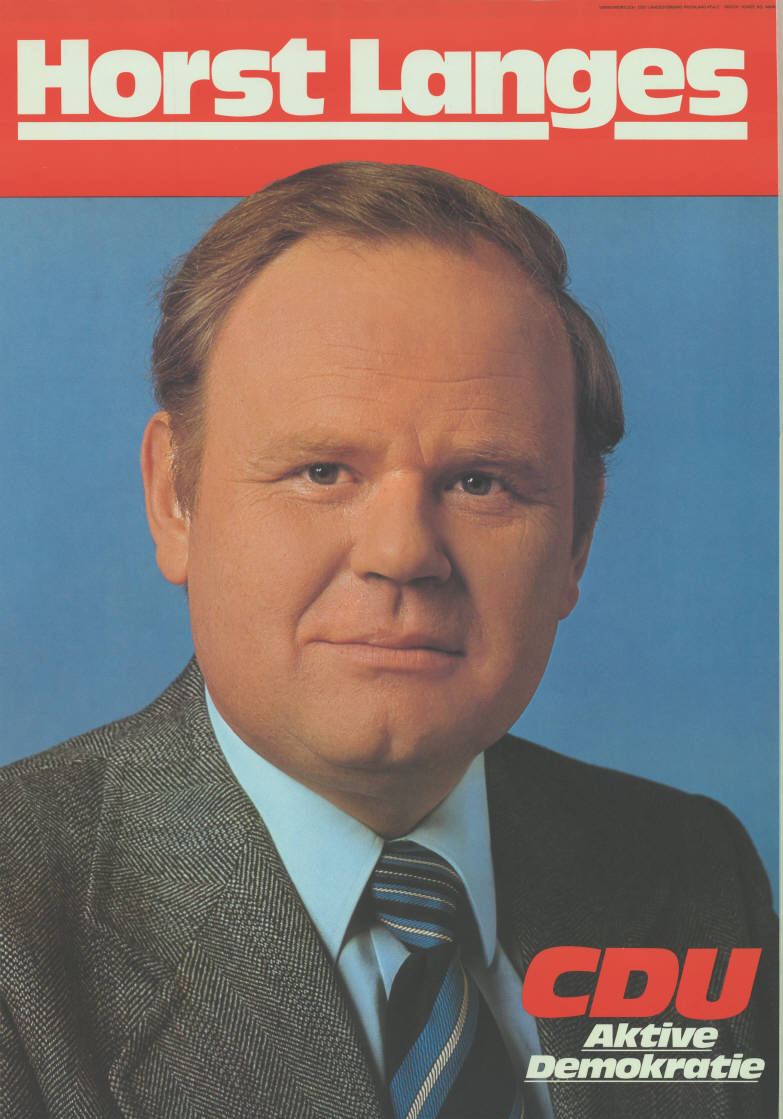
Kandidatenplakat zur Landtagswahl in Rheinland-Pfalz 1975

Horst Langes (* 2. Dezember 1928 in Koblenz) ist ein deutscher Pädagoge und Politiker (CDU). Er war von 1967 bis 1974 Mitglied im Landtag von Rheinland-Pfalz, von 1974 bis 1979 Staatssekretär im Kultusministerium Rheinland-Pfalz und von 1979 bis 1994 Mitglied des Europäischen Parlamentes.

## Leben
Langes besuchte die Volksschule und im Anschluss das Kaiserin-Augusta-Gymnasium in Koblenz. Er wurde 1944 zur Wehrmacht eingezogen und nahm als Soldat am Zweiten Weltkrieg teil. 1945 befand er sich für kurze Zeit in Kriegsgefangenschaft. Nach dem Abitur 1948 studierte er Germanistik, Geschichte, Philologie und katholischen Theologie an den Universitäten in Mainz und München. 1954 legte er das Erste, 1956 das Zweite Staatsexamen ab. Anschließend trat er als Lehrer in den Schuldienst ein. 1965 wurde zum Oberstudienrat und 1971 zum Studiendirektor befördert.
Langes schloss sich 1948 der katholischen Jugend und der Jungen Union (JU) an. Mit Studienbeginn wurde er Mitglied im RCDS. Er trat 1952 in die CDU ein und wurde 1956 zum Bezirksvorsitzenden der Jungen Union Trier gewählt. Von 1963 bis 1989 war er Vorsitzender des CDU-Kreisverbandes Trier-Stadt. 1970 war er Mitglied des Bundeparteiausschusses der CDU.
Von 1960 bis 1979 war Langes Mitglied im Stadtrat der Stadt Trier. Bei den Landtagswahlen 1967, 1971 und 1975 wurde er jeweils über Landesliste der CDU in den rheinland-pfälzischen Landtag gewählt. Von 1967 bis 1971 war er stellvertretender Vorsitzender des Kulturpolitischen Ausschusses und von 1971 bis März 1973 Vorsitzender des Haushalts- und Finanzausschusses. Aufgrund seiner Ernennung zum Staatssekretär im Kultusministerium des Landes Rheinland-Pfalz wurde sein Mandat am 17. März 1974 und am 20. Mai 1975, dem Tag der konstituierenden Sitzung, zum Ruhen gebracht. Für ihn rückte Robert Zingen ins Parlament nach. Das Amt als Staatssekretär hatte er bis 1979 inne.
Von 1979 bis 1994 war Langes Mitglied des Europäischen Parlamentes. Hier war er von Januar bis Juli 1994 stellvertretender Vorsitzender der EVP-Fraktion und zeitweise Mitglied des Haushaltsausschusses.
Langes war ab 1993 Vizepräsident der Christlich Demokratischen Internationale. Er war Mitbegründer, Schatzmeister und Stiftungsrat der Europäischen Rechtsakademie in Trier, Präsident bzw. Ehrenpräsident der Robert-Schumann-Stiftung Luxemburg und von 1995 bis 2007 Honorarkonsul des Großherzogtums Luxemburg.

## Ehrungen und Auszeichnungen
- 1978: Bundesverdienstkreuz 1. Klasse
- 1986: Großes Bundesverdienstkreuz
- 1989: Ehrenring der Stadt Trier
- 1990: Großoffizier der Eichenlaubkrone des Großherzogs von Luxemburg
- 1994: Ritter der französischen Ehrenlegion
- 1995: Großes Bundesverdienstkreuz mit Stern
- 1995: Offizier des Verdienstordens der Republik Polen
- 1995: Großes Goldenes Ehrenzeichen für Verdienste um die Republik Österreich
- 1995: Robert-Schuman-Medaille
- 1995: Ehrensiegel der Stadt Trier
- 2002: Großoffizier des Verdienstordens der Italienischen Republik
- 2003: Großkreuz des Ordens der Königin Isabella von Kastilien
- Großkreuz des Ordens Bernardo O’Higgins
- Verdienstmedaille von Nicaragua
- 2021: Bischof-Tadeusz-Pieronek-Preis[1]